# 원혜왕후
원혜태후 김씨(元惠太后 金氏, ? ~ 1022년 7월 31일(음력 6월 30일))는 고려 현종의 제4비이다.

## 생애
본관은 안산(현재의 안산시, 시흥시 일원)이다. 아버지는 김은부이고, 어머니는 경원 이씨 이허겸의 딸이다. 훗날 주요 외척으로서 큰 권력을 누리는 이자연은 그녀의 외사촌이 된다. 친언니인 원성왕후와 함께 현종의 왕비로 간택되어 입궁하였으며, 처음에 안복궁주(安福宮主)에 책봉되었다가 후에 연덕궁주(延德宮主)로 고쳤다.
1022년(현종 13년) 음력 6월 30일에 사망하였고, 3년 뒤인 1025년(현종 16년) 왕비에 추증되었으며, 1027년(현종 18년)에 평경왕후(平敬王后)의 시호를 받았다. 이후 아들 휘(문종)가 왕위에 올라 태후를 추증하였다. 한편 그녀가 죽은 후 그녀의 여동생이 현종에게 시집 가 원평왕후가 되었다. 능은 회릉(懷陵)이다.

## 가족 관계
- 아버지 : 김은부(金殷傅, ?~1017)
- 어머니 : 안산군대부인 이씨(安山郡大夫人 李氏, 생몰년 미상)
  - 형제 : 김충찬(金忠贊, ?~1036)
  - 형제 : 김난원(金爛圓, 999~1066)
  - 언니 : 현종 제3비 원성왕후(元成王后, ?~1028)
  - 동생 : 현종 제7비 원평왕후(元平王后, ?~1025)
- 시아버지 : 안종(安宗, ?~996)
- 시어머니 : 헌정왕후(獻貞王后, ?~992)
  - 남편 : 제8대 현종(顯宗, 992~1031, 재위: 1009~1031)
    - 장남 : 제11대 문종(文宗, 1019~1083, 재위:1046~1083)
    - 차남 : 평양공 기(平壤公 基, 1021~1069)
    - 장녀 : 덕종 제3비 효사왕후(孝思王后, 생몰년 미상)

## 원혜왕후가 등장한 작품
- 《천추태후》 (KBS, 2009년~2009년, 배우:박혜빈)
- 《고려 거란 전쟁》 (KBS, 2023년~2024년, 배우:고은영)